# East of Broadway
East of Broadway er en amerikansk stumfilm fra 1924 af William K. Howard.

## Medvirkende
- Owen Moore som Peter Mullaney
- Marguerite De La Motte som Judy McNulty
- Mary Carr som Mrs. Morrisey
- Eddie Gribbon som Danny McCabe
- Francis McDonald som Mario
- Betty Francisco som Diana Morgan
- George Nichols som Gaffney
- Ralph Lewis